# Среднеуральская ГРЭС
Среднеура́льская ГРЭС — электростанция федерального значения, ГРЭС в городе Среднеуральск Свердловской области. Является филиалом ЭЛ5-Энерго (ранее — Энел Россия). Станция частично снабжает тепловой энергией Екатеринбург и его города-спутники. Основное топливо — природный газ, резервное топливо — мазут. Установленная электрическая мощность — 1 578,5 МВт, тепловая — 1327 Гкал/ч.

## История
Среднеуральская, ордена Ленина и ордена Трудового Красного Знамени, ГРЭС — находится на берегу озера Исетское. Первое упоминание о Среднеуральской государственной районной электростанции содержится в «Плане народно-хозяйственного строительства СССР» на первую пятилетку. Общим «Планом электрификации Урала» было намечено создание среднеуральской магистральной линии электропередачи, опирающуюся на 3 большие районные централи — южную (Челябинскую), северную (Губахинскую) и Среднеуральскую.
31 августа 1930 года Энергоцентр вынес решение о строительстве Среднеуральской ГРЭС, которая должна была покрыть энергодефицит Урала. В октябре 1930 г. На берегах Исетского озера появились ленинградские специалисты, проектировщики, геодезисты, геологи. Строительство станции было начато в 1931 году, 5 января 1936 года был пущен первый турбогенератор Среднеуральской ГРЭС, мощностью 50 МВт. В 1937 году была пущена вторая турбина, а в 1939 году — введён в действие третий турбоагрегат. В годы Великой Отечественной войны коллектив Среднеуральской ГРЭС проводил на фронт четверть работников. СУГРЭС снабжал электроэнергией «Уралвагонзавод» — на нём были изготовлены треть всех танков, построенных в СССР в годы войны, а также многие другие оборонные предприятия Свердловской области.
1 апреля 1945 г. Среднеуральская ГРЭС была награждена Орденом Ленина. 17 апреля 1945 г. коллективу электростанции передано на вечное хранение Красное знамя Государственного Комитета Обороны. К 1949 году было завершено строительство первой очереди ГРЭС мощностью 234 МВт: 8 котлов и 5 турбоагрегатов.
В 1950—1953 годах на СУГРЭС впервые в стране была осуществлена комплексная автоматизация тепловых процессов. В 1954 году был освоен новый вид топлива — экибастузский уголь.
С 1962 года начато снабжение теплом двух городов по уникальной по тем временам теплотрассе СУГРЭС — Свердловск, протяжённостью 26 км. С 1960-х годов ведётся строительство второй очереди СУГРЭС мощностью 238 МВт. Это стало вторым рождением электростанции. Таким образом, в 1960-х годах на СУГРЭС был введён в эксплуатацию мощный теплофикационный комплекс, обеспечивающий отпуск до 1150 Гкал/час теплоэнергии и 2000 тонн горячей воды в час для теплоснабжения и горячего водоснабжения городов Свердловска, Верхней Пышмы и Среднеуральска с общей численностью населения более одного миллиона человек.
Для улучшения теплоснабжения Свердловска к концу 1966 г. первая очередь электростанции была реконструирована: 3 турбины переведены на теплофикацию, а 2 по 50 МВт и 2 котла по 200 т/час демонтированы.
В связи с ростом потребностей областного центра в теплоэнергии, в 1964 г. началось расширение СУГРЭС. В 1967—70 годах введена третья очередь мощностью электростанции 900 МВт — три энергоблока по 300 МВт: турбины К-300-240 ЛМЗ и котлы ТГМП-114 производительностью по 950 тонн пара в час.
В 1978 г. электростанции присвоено высокое звание «Предприятие коммунистического труда».
В 1982 году первая очередь электростанции переведена с угля на природный газ, резервное топливо — мазут.
В 1985 году на СУГРЭС был введён комплекс по подготовке воды для подпитки теплосети с проектной производительностью 6000 т/ч с подачей исходной воды по водоводу из Волчихинского водохранилища. Такие фильтровальные сооружения ранее в энергетике не применялись.
Указом президиума Верховного Совета СССР за достижения высоких технико-экономических показателей работы энергетического оборудования Указом от 29 апреля 1986 г. СУГРЭС награждена Орденом Трудового Красного знамени.
Не раз Среднеуральская ГРЭС становилась победителем соцсоревнований. Всего на СУГРЭС хранятся 10 знамён-реликвий, вручённых коллективу за доблестный труд.
В 1993 году впервые в стране выполнена реконструкция энергоблока 300 МВт с переводом его в теплофикационный режим.
В 2002 году состоялся пуск газотурбинной расширительной станции (ГТРС) мощностью 11,5 тыс. КВт — новой технологической установки, предназначенной для использования энергии избыточного давления.
В 2011 году на Среднеуральской ГРЭС впервые был проведён сертификационный аудит и подтверждено соответствие интегрированной системы менеджмента требованиям международных стандартов OHSAS 18001:2007 «Системы менеджмента охраны здоровья и обеспечения безопасности труда» и ISO 14001:2004 «Системы экологического менеджмента». Начиная с 2011 года, филиал ежегодно проходил внешний аудит и подтверждал эффективность управления внутренними процессами. В 2017 году руководством компании было принято решение проводить сертификацию уже не в периметре ПАО «ЭЛ5-Энерго», а в составе Глобальной Тепловой Генерации Enel S.r.L. Осенью 2017 года по итогам аудита подтверждена эффективность и управляемость процессов интегрированной системы менеджмента охраны труда (OHSAS 18001:2007), промышленной безопасности, экологии (ISO 14001:2004) и качества (ISO 9001:2008). Система менеджмента качества была сертифицирована в 2017 году впервые. В сентябре 2018 года вместе с переходом на новые версии стандартов ISO 14001:2015 (экология) и ISO 9001:2015 (качество) был подтверждён переход ИСМ на рискоориентированный подход.
4 мая 2018 года ПАО «ЭЛ5-Энерго» величина выработки с начала пуска первого турбоагрегата (6 января 1936 года) на Среднеуральской ГРЭС составила 400 миллиардов киловатт-часов электроэнергии. По сообщению пресс-службы ПАО «ЭЛ5-Энерго», этого количества электроэнергии было бы достаточно, чтобы обеспечивать Екатеринбург в течение 26 лет или Москву и Московскую область в течение трёх лет.

## Зарыбление
Среднеуральская ГРЭС реализовала пятилетний план по зарыблению Исетского водохранилища, который являлся компенсационным мероприятием по восполнению биологического баланса водоёма при строительстве и эксплуатации береговой насосной станции парогазовой установки СУГРЭС. В 2014 году в водоём было выпущено более 2-х тонн рыбы ценных пород. Всего с 2013 года СУГРЭС выпустила в Исетское водохранилище свыше 6 тонн рыбы.
В 2015 и 2016 годах продолжалось зарыбление Исетского водохранилища.
С 2013 года по инициативе электростанции в Исетское водохранилище было выпущено свыше 286 тысяч особей рыбы ценных пород.

## Рыбозащита
24 августа 2017 года на Исетском водохранилище специальная комиссия приняла в опытно-промышленную эксплуатацию новое рыбозащитное устройство, которое защитит молодь рыбы от попадания в водозабор. Система установлена на береговой насосной станции № 1 Среднеуральской ГРЭС ПАО «ЭЛ5-Энерго». Таким образом, все водозаборы Среднеуральской ГРЭС обеспечены системой защиты от попадания и гибели молоди рыб, что обеспечит снижение воздействия производственного цикла электростанции на ихтиофауну водоёма.
Установленное рыбозащитное устройство эрлифтного типа предотвратит попадание в технологический цикл электростанции не менее 70 процентов молоди рыбы размером от 12 мм. Данный эффект достигается путём создания воздушно-пузырьковой завесы, препятствующей проникновению рыбы в водозаборные устройства Среднеуральской ГРЭС.
К слову, это уже третье рыбозащитное устройство, установленное на Среднеуральской ГРЭС. В 2011 году была введена в работу поликонтактная импульсная рыбозащитная система на акватории Исетского водохранилища у границы водозабора береговой насосной станции блока ПГУ. Таким образом, на сегодняшний день все водозаборы Среднеуральской ГРЭС оборудованы рыбозащитными сооружениями.

## Шумопоглощающие устройства
В 2018 году на Среднеуральской ГРЭС завершился проект установки шумопоглощающего оборудования. В конце 2017 года были установлены 10 шумоглушителей на энергоблоке № 10. В 2018 году на энергоблоках № 9 и № 11 Среднеуральской ГРЭС установлены 12 шумоглушителей, которые позволяют минимизировать шумовое воздействие от истекающего пара высокого давления. Эти устройства предназначены для снижения уровня звукового давления во время выброса в атмосферу пара на энергоблоках в период пусковых операций или остановов оборудования. Вопрос снижения акустического воздействия является для Среднеуральской ГРЭС актуальным в связи с тем, что жилая застройка Среднеуральска находится очень близко к электростанции. Данная ситуация возникла потому, что в 30-е годы, в период проектирования и строительства электростанции, не существовало требований по территориальному разграничению нахождения домов горожан и промышленных объектов.

## Освещение и энергоэффективность
Вместе с реализацией комплекса природоохранных мероприятий энергетики на Среднеуральской ГРЭС начали внедрять новые технологии в области освещения и энергоэффективности: на территории электростанций вместо обычных уличных фонарей установили светильники, работающие на солнечных батареях.

## Модернизация
В 2016 году СУГРЭС объявила о завершении масштабных работ по техническому перевооружению теплофикационного комплекса электростанции. В ходе модернизации, которая началась в 2014 году, была создана дополнительная возможность использования более надёжного оборудования для обеспечения потребителей тепловой энергией. В частности, на него была перераспределена выработка тепла за счёт не востребованного ранее резерва тепловой мощности.
В 2017 году установленная мощность Среднеуральской ГРЭС снизилась на 78 МВт в связи с выводом из работы турбогенераторов № 1, 2, 5. За последние 20 лет указанные турбогенераторы выработали свыше 4 млрд кВтч электроэнергии. Отключение данного оборудования проведено в рамках завершившегося в 2016 году проекта модернизации теплофикационного комплекса, который предполагал исключение устаревших агрегатов из процесса производства тепловой энергии для Екатеринбурга, Верхней Пышмы, Среднеуральска.
В сентябре 2021 года был выведен из эксплуатации устаревший котлоагрегат № 3.
В настоящее время установленная электрическая мощность СУГРЭС составляет 1578,5 МВт, тепловая мощность — 1327 Гкал/ч.

## ПГУ-410

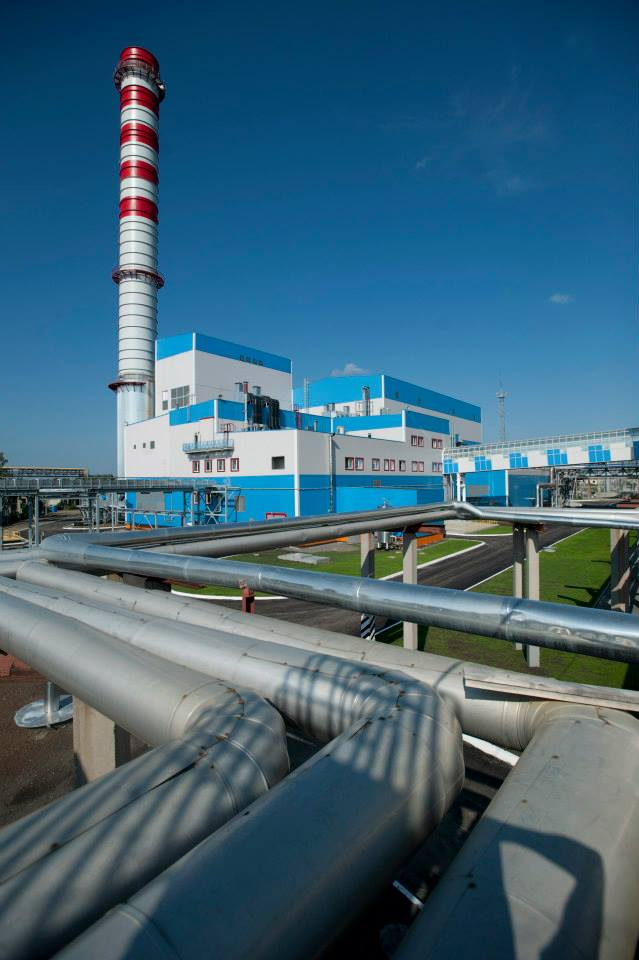
Блок ПГУ Среднеуральской ГРЭС

Сегодня Среднеуральская ГРЭС входит в состав «ЭЛ5-Энерго». В «ЭЛ5-Энерго» также входят Конаковская ГРЭС (Тверская область) и Невинномысская ГРЭС (Ставропольский край).
В 2008 году на СУГРЭС началось строительство парогазовой установки (ПГУ-410) мощностью 410 МВт.
25 июля 2011 г. «Энел ОГК-5» (теперь «ЭЛ5-Энерго») осуществила пуск новой парогазовой установки мощностью 410 МВт (ПГУ-410) на Среднеуральской ГРЭС.
С момента ввода в эксплуатацию ПГУ в 2011 году специалистам электростанции удалось повысить эффективность её работы. Так, по сравнению с 2011 годом, удельный расход топлива снизился на 10 %, полезный отпуск электроэнергии увеличился на 4 %.По результатам аттестационных испытаний, установленная электрическая мощность ПГУ увеличилась на 2 % (до 419 МВт). По сравнению с 2012 годом, отпуск тепла вырос на 80 %.
Результатом проделанной работы и приобретённого опыта стало 3 место на Всероссийских соревнованиях оперативного персонала блочных Тепловых электрических станций (ТЭС), в составе которых есть парогазовые установки (ПГУ), которое энергетики Среднеуральской ГРЭС завоевали в 2013 году.

## Перечень основного оборудования
| Агрегат                                                           | Тип                                                     | Изготовитель                           | Количество | Ввод в эксплуатацию | Основные характеристики | Основные характеристики | Источники     |
| Агрегат                                                           | Тип                                                     | Изготовитель                           | Количество | Ввод в эксплуатацию | Параметр                | Значение                | Источники     |
| ----------------------------------------------------------------- | ------------------------------------------------------- | -------------------------------------- | ---------- | ------------------- | ----------------------- | ----------------------- | ------------- |
| Оборудование паротурбинных установок (среднее давление)           |                                                         |                                        |            |                     |                         |                         |               |
| Паровой котёл                                                     | однобарабанный, горизонтальный, водотрубный, секционный | Ленинградский металлический завод      | 2          | 1937 г. 1939 г.     | Топливо                 | газ, мазут              | [ 14 ]        |
| Паровой котёл                                                     | однобарабанный, горизонтальный, водотрубный, секционный | Ленинградский металлический завод      | 2          | 1937 г. 1939 г.     | Производительность      | 200 т/ч                 | [ 14 ]        |
| Паровой котёл                                                     | однобарабанный, горизонтальный, водотрубный, секционный | Ленинградский металлический завод      | 2          | 1937 г. 1939 г.     | Параметры пара          | 35 кгс/см2, 405 °С      | [ 14 ]        |
| Оборудование паротурбинных установок (высокое давление)           |                                                         |                                        |            |                     |                         |                         |               |
| Паровой котёл                                                     | ТГМ-96                                                  | Таганрогский завод «Красный котельщик» | 3          | 1966 г.             | Топливо                 | газ, мазут              | [ 14 ]        |
| Паровой котёл                                                     | ТГМ-96                                                  | Таганрогский завод «Красный котельщик» | 3          | 1966 г.             | Производительность      | 480 т/ч                 | [ 14 ]        |
| Паровой котёл                                                     | ТГМ-96                                                  | Таганрогский завод «Красный котельщик» | 3          | 1966 г.             | Параметры пара          | 140 кгс/см2, 560 °С     | [ 14 ]        |
| Паровая турбина                                                   | Т-100/110-130                                           | Турбомоторный завод                    | 2          | 1965 г. 1966 г.     | Установленная мощность  | 100 МВт                 | [ 14 ]        |
| Паровая турбина                                                   | Т-100/110-130                                           | Турбомоторный завод                    | 2          | 1965 г. 1966 г.     | Тепловая нагрузка       | 180 Гкал/ч              | [ 14 ]        |
| Паровая турбина                                                   | Р-38-130/34                                             | Турбомоторный завод                    | 1          | 1966 г.             | Установленная мощность  | 38 МВт                  | [ 14 ]        |
| Паровая турбина                                                   | Р-38-130/34                                             | Турбомоторный завод                    | 1          | 1966 г.             | Тепловая нагрузка       | 202 Гкал/ч              | [ 14 ]        |
| Оборудование паротурбинных установок (сверхкритические параметры) |                                                         |                                        |            |                     |                         |                         |               |
| Паровой котёл                                                     | ТГМП-114                                                | «ЗиО-Подольск»                         | 3          | 1969 г. 1970 г.     | Топливо                 | газ, мазут              | [ 14 ]        |
| Паровой котёл                                                     | ТГМП-114                                                | «ЗиО-Подольск»                         | 3          | 1969 г. 1970 г.     | Производительность      | 1100 т/ч                | [ 14 ]        |
| Паровой котёл                                                     | ТГМП-114                                                | «ЗиО-Подольск»                         | 3          | 1969 г. 1970 г.     | Параметры пара          | 255 кгс/см2, 545 °С     | [ 14 ]        |
| Паровая турбина                                                   | К-310-240-1                                             | Ленинградский металлический завод      | 1          | 1969 г.             | Установленная мощность  | 310 МВт                 | [ 14 ]        |
| Паровая турбина                                                   | К-310-240-1                                             | Ленинградский металлический завод      | 1          | 1969 г.             | Тепловая нагрузка       | 50 Гкал/ч               | [ 14 ]        |
| Паровая турбина                                                   | КТ-300-240-1                                            | Ленинградский металлический завод      | 1          | 1969 г.             | Установленная мощность  | 300 МВт                 | [ 14 ]        |
| Паровая турбина                                                   | КТ-300-240-1                                            | Ленинградский металлический завод      | 1          | 1969 г.             | Тепловая нагрузка       | 100 Гкал/ч              | [ 14 ]        |
| Оборудование парогазовой установки ПГУ-410                        |                                                         |                                        |            |                     |                         |                         |               |
| Газовая турбина                                                   | MS9001FB                                                | General Electric                       | 1          | 2011 г.             | Топливо                 | газ                     | [ 14 ] [ 15 ] |
| Газовая турбина                                                   | MS9001FB                                                | General Electric                       | 1          | 2011 г.             | Установленная мощность  | 277,05 МВт              | [ 14 ] [ 15 ] |
| Газовая турбина                                                   | MS9001FB                                                | General Electric                       | 1          | 2011 г.             | tвыхлопа                | 642,8 °C                | [ 14 ] [ 15 ] |
| Котёл-утилизатор                                                  | HRSG                                                    | Nooter/Eriksen                         | 1          | 2011 г.             | Производительность      | 323,6 т/ч               | [ 14 ]        |
| Котёл-утилизатор                                                  | HRSG                                                    | Nooter/Eriksen                         | 1          | 2011 г.             | Параметры пара          | кгс/см2, °С             | [ 14 ]        |
| Котёл-утилизатор                                                  | HRSG                                                    | Nooter/Eriksen                         | 1          | 2011 г.             | Тепловая мощность       | — Гкал/ч                | [ 14 ]        |
| Паровая турбина                                                   | MTD 60CR (КТ-140-13,3)                                  | Skoda Power a.s.                       | 1          | 2011 г.             | Установленная мощность  | 140 МВт                 | [ 14 ]        |
| Паровая турбина                                                   | MTD 60CR (КТ-140-13,3)                                  | Skoda Power a.s.                       | 1          | 2011 г.             | Тепловая нагрузка       | — Гкал/ч                | [ 14 ]        |